# Acanthodelta demta
Acanthodelta demta är en fjärilsart som beskrevs av Heinrich Benno Möschler 1883. Acanthodelta demta ingår i släktet Acanthodelta och familjen nattflyn. Inga underarter finns listade i Catalogue of Life.